# Bredbandat bandfly
Bredbandat bandfly, Noctua fimbriata, är en fjärilsart som beskrevs av Johann Christian Daniel von Schreber 1759. Bredbandat bandfly ingår i släktet Noctua och familjen nattflyn, Noctuidae. Arten  har livskraftiga, LC, populationer i både Sverige och Finland. Inga underarter finns listade i Catalogue of Life.

## Bildgalleri

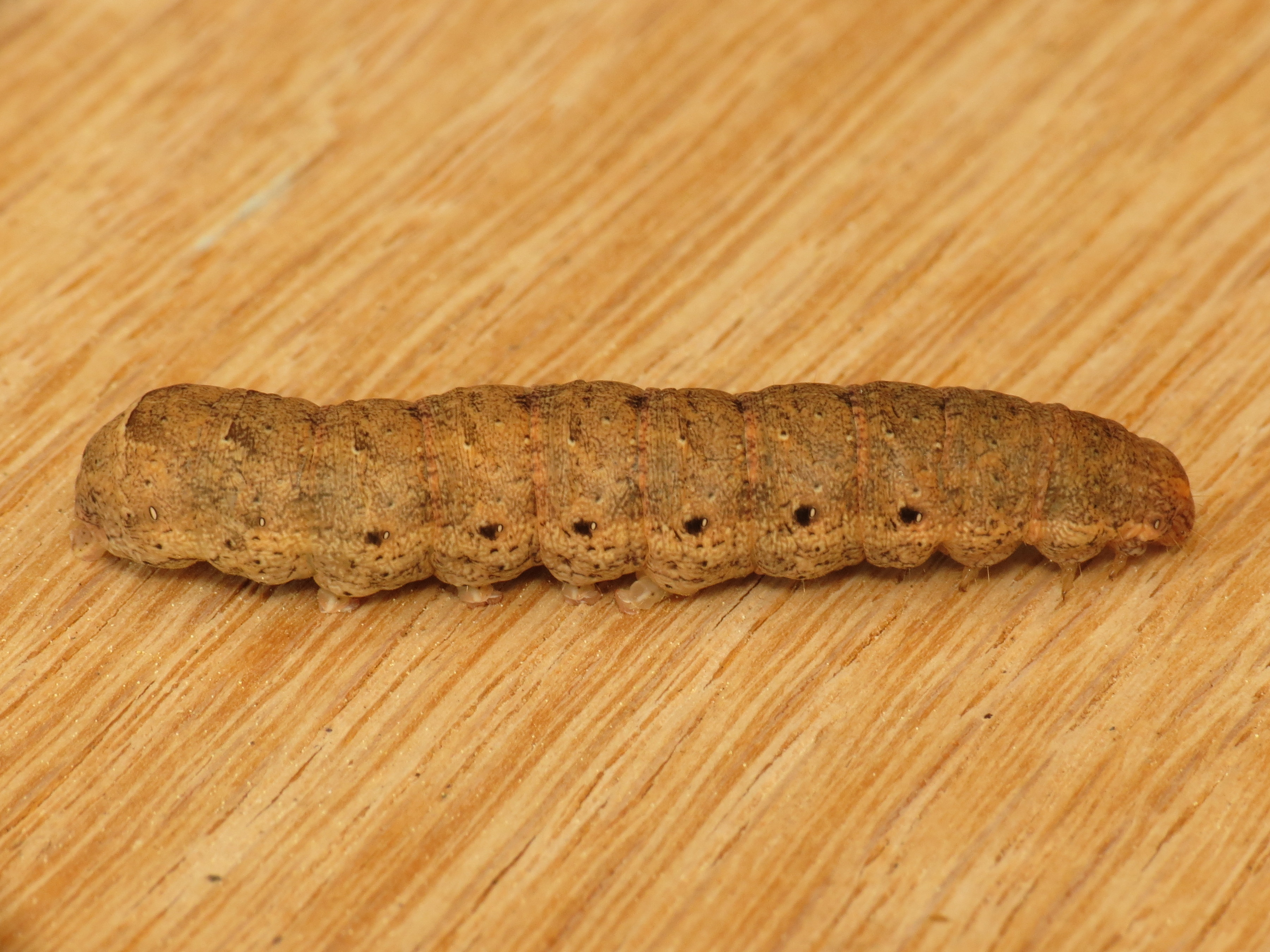
Fjärilens larv
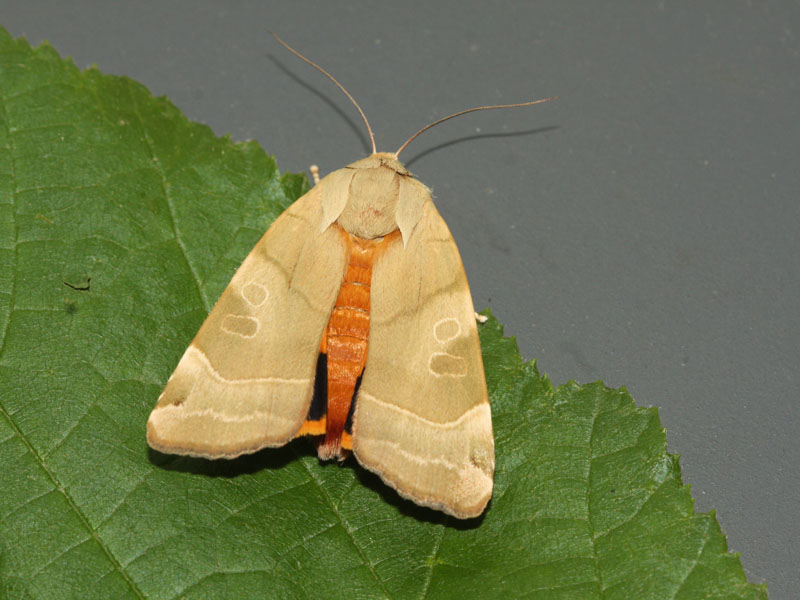
Imago fjäril, ljus variant
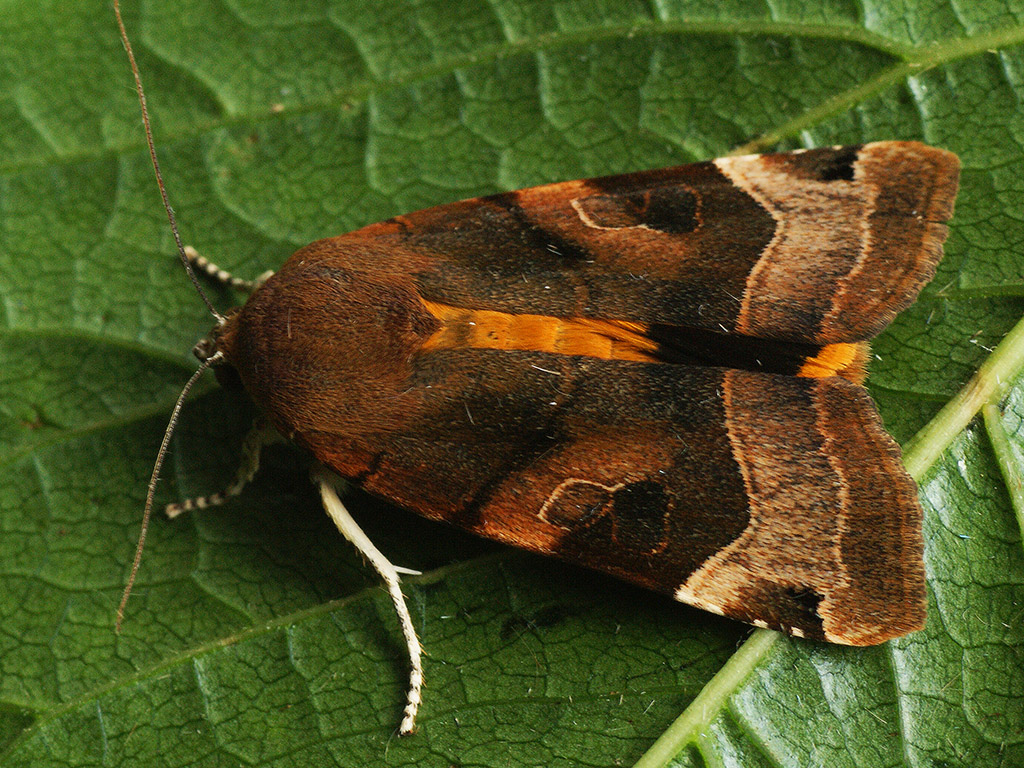
Imago fjäril, mörk variant
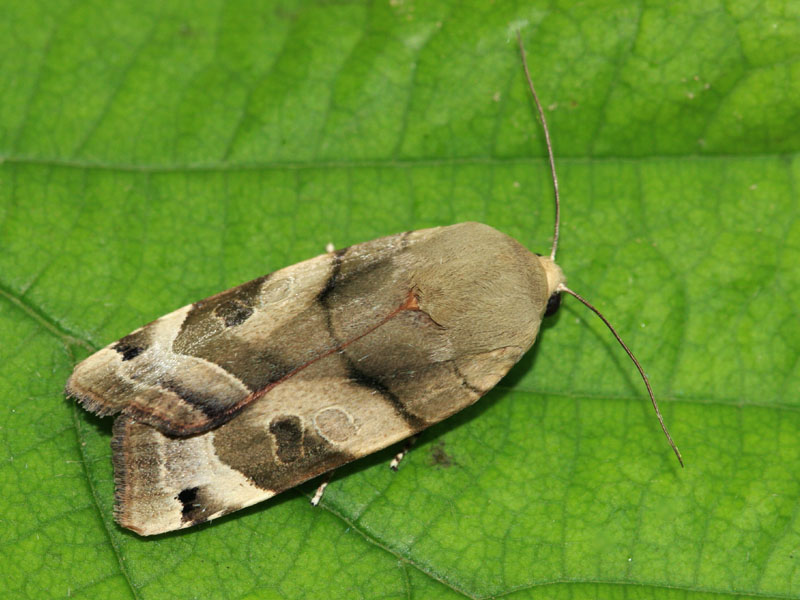
Imago fjäril, grå variant
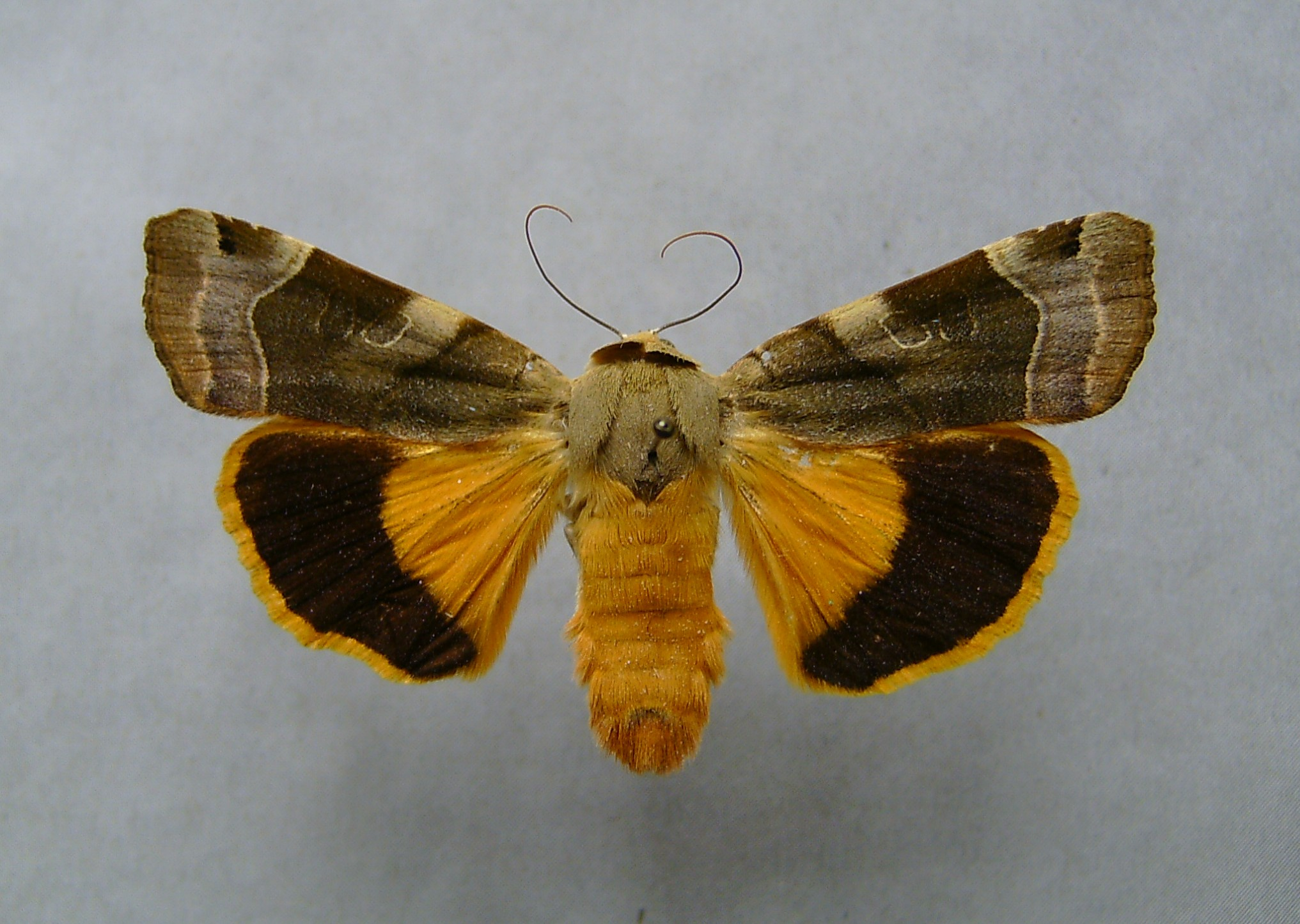
Preparerad (uppnålad) imago fjäril
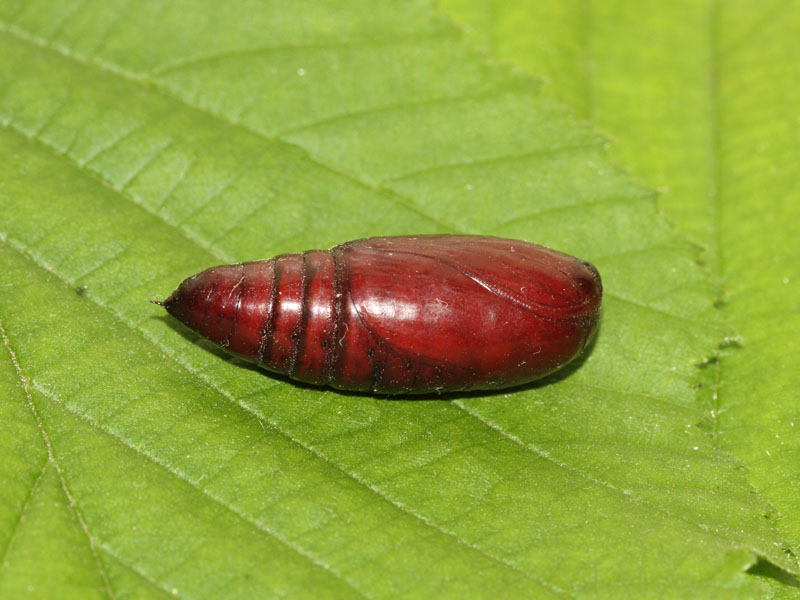
Fjärilens puppa